# Welland (Kanada)
Welland – miasto (city) w Kanadzie, w prowincji Ontario, w regionie Niagara.
Liczba mieszkańców Welland wynosi 50 331. Język angielski jest językiem ojczystym dla 75,6%, francuski dla 11,4% mieszkańców (2006).
W mieście rozwinął się przemysł hutniczy, elektroniczny, chemiczny oraz wlókienniczy. W mieście mieści się port śródlądowy.
Przez miasto przechodzi Kanał Welland.